# 捷爾克·奧馬·達保
捷爾克·奧馬·達保（Cheick Oumar Dabo，1981年1月12日—），馬里职业足球运动员，现效力艾查迪達，他曾替馬里國家隊出戰2002年非洲國家盃。

## 榮譽
- K聯賽明星球員: 2002, 2003
- 阿爾及利亞聯賽神射手: 2006/07
- 阿爾及利亞聯賽最有價值球員: 2006/07
- 法乙聯賽冠軍: 2007/08

## 連結
- K-League Player Record[永久] 
- Club & Country Statistics （页面存档备份，存于）